# Serge Dal Busco
Serge Dal Busco, né le 22 février 1959 à Genève (originaire de Bernex), est une personnalité politique genevoise, membre du Centre.
Il est conseiller d'État du canton de Genève du 10 décembre 2013 au 31 mai 2023 et président du Conseil d’État du 1er juin 2021 au 31 mai 2022.

## Biographie
Originaire de Bernex, Serge Dal Busco naît le 22 février 1959 à Genève. Son père est travailleur saisonnier en Suisse dans les années 1950, puis paysagiste, tandis que sa mère fait des ménages. Tous deux sont nés dans la province de Trévise en Italie. 
Après une maturité au collège Calvin, il obtient un diplôme d’ingénieur civil à l’École polytechnique fédérale de Zurich (EPFZ) en 1982. Il poursuit ses études par une thèse de doctorat à l’École polytechnique fédérale de Lausanne (EPFL), qu’il décroche en 1988. Pendant plusieurs années, il exerce la profession d’ingénieur à son compte, tout en étant chargé de cours à l’EPFL de 1999 à 2004. Il devient ensuite associé dans un grand bureau d’ingénieurs conseils en génie civil et en environnement, établi à Carouge. 
Il est marié et père de quatre enfants. Il a couru de nombreux marathons depuis 2007, dont celui de Boston en 2013, où a lieu un attentat.

### Parcours politique
Il commence sa carrière politique dans la commune de Bernex où il est élu au Conseil municipal en 1991. Il y siège pendant deux législatures de 1991 à 1999.   
En 2003, il est élu au Conseil administratif, l'exécutif de la commune. Il y exerce la fonction de maire à six reprises, ayant à sa charge notamment la gestion de l’urbanisme, des transports, des constructions, de l’environnement et du sport. Il siège au sein de l'exécutif communal jusqu'au 9 décembre 2013, date à laquelle il entre en fonction en tant que membre du Conseil d'Etat, le gouvernement cantonal.  
Selon le quotidien Le Courrier, il fait l'unanimité dans sa commune, jouant notamment un rôle décisif dans la sécurisation des bords de l’Aire et en faisant modifier le trajet du tram 14 à l’avantage de la commune. 
Il est également, pendant huit ans, membre du comité puis président de 2007 à 2009 de l’Association des communes genevoises, organisme qui a pour but la défense des intérêts des communes. En tant que président, il mène plusieurs réformes importantes, comme celle concernant le renforcement de la péréquation financière intercommunale destinée à rééquilibrer les ressources communales. 
En 2009, il est élu au Grand Conseil du canton de Genève. Membre notamment des commissions du logement et de l’aménagement, il y siège jusqu'en novembre 2013. 

### Conseiller d'État
Il est élu au Conseil d'État le 10 novembre 2013 et réélu le 6 mai 2018 au second tour. Il est à la tête du Département des finances lors de son premier mandat, puis lors de son deuxième mandat, à celle du Département des infrastructures, dédié notamment à la mobilité, laissé vacant par le conseiller d'État non réélu Luc Barthassat. 
Qualifié de « force tranquille » dans un article du Temps, il annonce le 10 mai 2022 qu'il ne se représentera pas au Conseil d’État genevois pour une troisième législature, souhaitant laisser la place à la relève après dix ans au gouvernement,. 

#### Département des finances
Pendant son mandat au Département des finances, la dette financière du canton de Genève baisse de 1,3 milliard de francs, passant de 12,7 milliards en 2014 à 11,4 milliards en 2018. En novembre 2017, la qualité de la gestion financière du canton de Genève est reconnue dans une comparaison intercantonale, fondée sur les données de l'IDHEAP. Son projet de stabilisation budgétaire peine cependant à convaincre les députés à l'automne 2017,, qui adoptent finalement le budget 2018 à une courte majorité. 
Il s'emploie également à mener une réforme de la grille salariale de la fonction publique genevoise, lancée en 2010 par son prédécesseur David Hiler. Un cartel intersyndical critique ce projet, y voyant une attaque contre les services publics puisque certains fonctionnaires connaîtraient un gel de la progression de leur salaire. Cette opposition se traduit notamment par un mouvement social dans la fonction publique en décembre 2017. 
Il se montre particulièrement actif dans le dossier de la troisième réforme de la fiscalité des entreprises (RIE III). La gauche lui reproche de s'engager de manière excessive,. Il s'en défend en répétant qu'il s'agit d'une réforme de la législation fédérale qui s’avère très importante pour la Suisse, en particulier pour la région lémanique, où de nombreuses sociétés multinationales ont établi leur siège, avec un fort enjeu lié à un nombre très important d'emplois et à des recettes considérables. Avec son collègue du canton de Vaud Pascal Broulis, il s’engage fortement au niveau intercantonal et au niveau fédéral, en prônant une solution équilibrée permettant de préserver les emplois et les ressources financières. 
Après le rejet par le peuple suisse le 12 février 2017 de la loi fédérale concernant cette réforme, il est désigné pour participer au groupe de travail restreint, dirigé pas le conseiller fédéral Ueli Maurer, chargé de proposer très rapidement une nouvelle proposition de réforme, laquelle sera finalement acceptée par le peuple le 19 mai 2019 , soit à peine 2 ans après le refus de la première version.

#### Département des infrastructures
Le 24 septembre 2018, trois mois après le début de son second mandat, il annoncequ’il concentrera son action à la tête du département des Infrastructures, à l’atteinte de deux objectifs principaux. Le premier est de réussir la mise en service prévue le 15 décembre 2019 du Leman Express (LEX), le réseau RER transfrontalier couvrant le canton de Genève, le département français de la Haute Savoie et la partie de l’agglomération genevoise située dans le canton de Vaud. 
Le second objectif annoncé consiste à mettre en œuvre l’ambitieuse loi cantonale sur la mobilité cohérente et équilibrée (LMCE), un texte accepté par le peuple genevois le 6 juin 2016 et sensé mettre fin à aux vives tensions politiques existant à Genève en matière de politique des transports. 
Le 27 aout 2019, quelques semaines avant l'inauguration du Leman Express (LEX), Serge Dal Busco doit faire face à une situation délicate après qu’un journaliste a révélé, trois jours plus tôt, qu'il serait entendu un mois plus tard par la justice en tant que personne appelée à donner des renseignements dans le cadre du volet Manotel de l'affaire Maudet . Il reconnaît avoir commis une maladresse en lien avec un don de 10 000 francs reçu de Manotel en avril 2018, puis restitué à mi-septembre,,,,. Cet épisode n’a pour lui aucune conséquence judiciaire, ce volet de l'affaire Maudet étant par ailleurs classé dans son ensemble par la justice en novembre 2020.
Le Léman Express est inauguré comme prévu le 15 décembre 2019. Il rencontre très rapidement un grand succès, tant sur son tracé situé à l’intérieur des frontières cantonales, qu’auprès des pendulaires domiciliés en Haute Savoie et dans le canton de Vaud. Ses débuts sont toutefois marqués par une importante grève de la SNCFqui a lieu sur la partie française du réseau qui impacte grandement la qualité du service. 
La grève prend fin en février 2020 mais la pandémie COVID 19 prend le relai quelque semaines plus tard en impactant gravement, comme partout ailleurs, l’ensemble du réseau des transports publics. Au terme de la législature, à la fin mai 2023, soit trois ans et demi après son inauguration, le Léman Express fonctionne de manière très satisfaisante avec une fréquentation nettement supérieur à ce qui avait été prévu. Après 5 années d'exploitation, en décembre 2024, avec plus de 70’000 passagers transportés par jour, soit bien au delà des 50’000 qui étaient escomptés, ce système de transport a bouleversé la mobilité dans l'agglomération du Grand Genève.
Son mandat à la tête du département des infrastructures est également marqué par la création, lors du déconfinement d'avril 2020 suivant la première vague de l'épidémie de COVID-19, de 7 km de pistes cyclables provisoires dans le cadre d'un nouveau plan de mobilité. D'abord citées en exemple, ces mesures déclenchent une polémique, avec des manifestations de la part des tenants du trafic individuel motorisé et une pétition de près de 7 000 signatures demandant leur démantèlement. En l'espace d'une dizaine de jours, les partisans de ces nouveaux aménagements cyclables recueillent quant à eux près de 18 000 signatures pour les soutenir et pour demander leur pérennisation, ce qui est chose faite quelques semaines plus tard,,,. En août 2020, le premier réseau genevois de vélos en libre service est par ailleurs inauguré.
De manière générale, la droite juge sa politique trop à gauche en matière de mobilité.
A l'heure de tirer un bilan de son action au Conseil d'Etat,, en annonçant le 10 mai 2022 qu'il ne se présentera pas pour un troisième mandat, il rappelle que la gauche, lorsqu'il était à la tête du Département des finances, lui reprochait au contraire de mener une politique trop à droite. Selon lui, sa politique en matière budgétaire et fiscale, critiquée par la gauche, tout comme celle en faveur d'une mobilité plus responsable et durable, mise en cause par la droite, visaient un seul et même objectif: assurer au canton de Genève les conditions-cadres de sa prospérité.

#### Présidence du Conseil d'État
Il préside le Conseil d'État du 1er juin 2021 au 31 mai 2022. Il accueille à ce titre le président américain Joe Biden à son arrivée à Genève le 15 juin 2021 avant le sommet entre les États-Unis et la Russie.